# Römisch-katholische Kirche in Bolivien

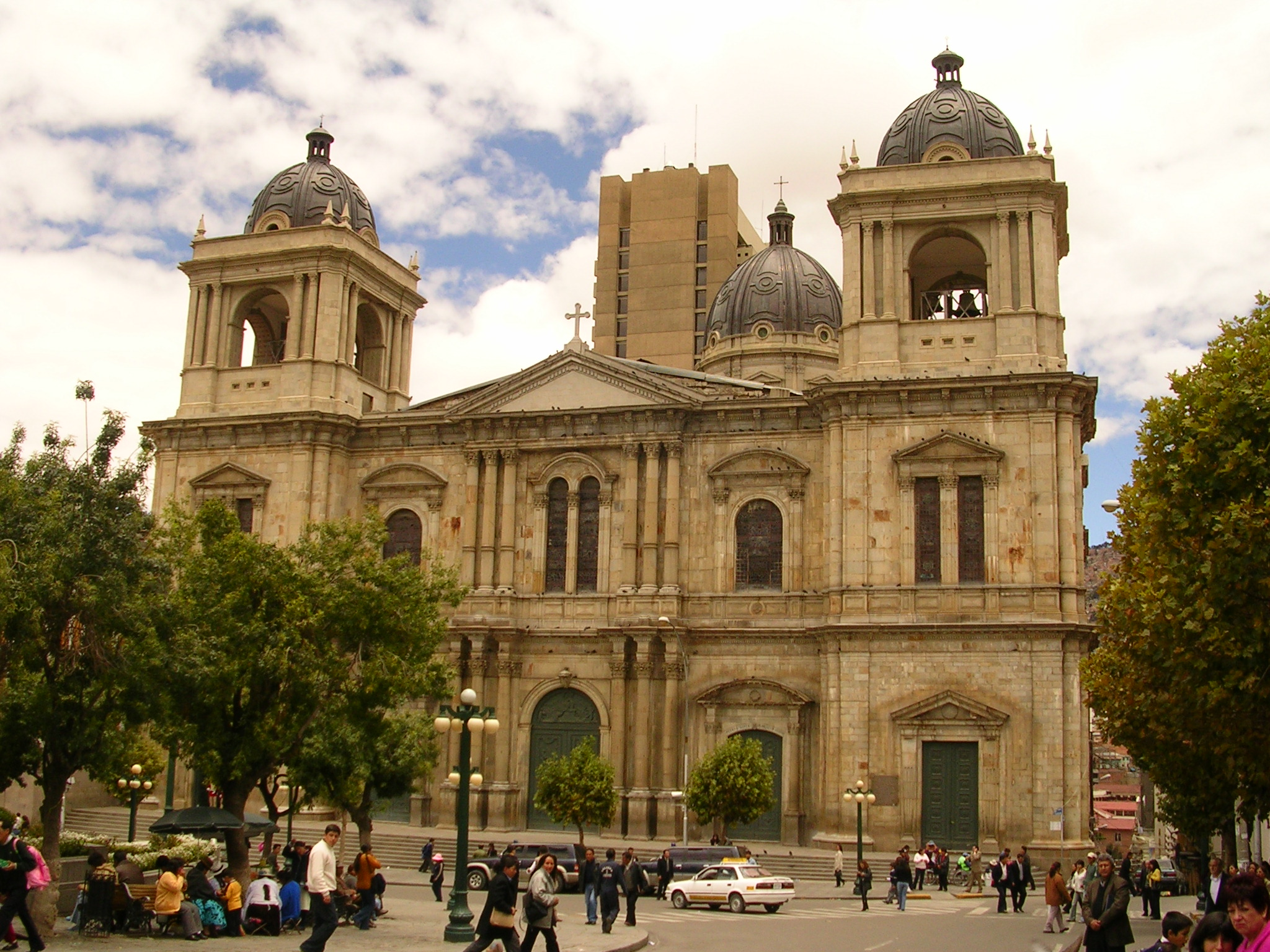
Kathedralkirche von La Paz

Die Römisch-katholische Kirche in Bolivien ist Teil der weltweiten römisch-katholischen Kirche.

## Geschichte
Die römisch-katholische Kirche in Bolivien hat ihre Ursprünge in der Zeit der Kolonisation Südamerikas, also bereits im 16. Jahrhundert. Vor allem durch Missionare der Dominikaner, Jesuiten und Franziskaner versorgt, wurde bereits im Jahre 1552 mit dem heutigen Erzbistum Sucre das erste Bistum begründet. Die rasche Stabilisierung der inneren Verhältnisse führten 1605 zur weiteren Gründung der Bistümer Santa Cruz de la Sierra und La Paz.
Nachdem die Kolonien Südamerikas und damit auch die dortige Kirche über Jahrhunderte ein Anhängsel Europas waren, kam es erst mit dem 20. Jahrhundert zur Ausbildung einer eigenständigen Struktur. So wurden 1924 drei weitere Bistümer und eine Kirchenprovinz errichtet. In den folgenden Jahrzehnten erreichte die Kirche von Bolivien ihre heutige Struktur.

## Organisation
Die Kirche in Bolivien wird vertreten von der Bolivianischen Bischofskonferenz. Deren Vorsitzender ist seit November 2021 der Apostolische Vikar von El Beni o Beni, Aurelio Pesoa Ribera OFM.
Die ca. 7,5 Mio. Katholiken des Landes bilden ca. 80 % der Bevölkerung. Sie leben in 596 Pfarreien, welche sich über 18 Bistümer in 3 Kirchenprovinzen verteilen. In Bolivien herrscht akuter Priestermangel (wie in allen Ländern Südamerikas): denn es gibt im ganzen Land nicht mehr als 485 Diözesanpriester und 635 Ordenspriester. Unterstützt werden sie von 2.537 Ordensschwestern. Die Ordensgemeinschaften (welche immer noch Missionare senden) und auch die Diözesanpriester leben wie die Bevölkerung in Armut (Bolivien ist neben Haiti und Honduras das ärmste lateinamerikanische Land). Ihr Bemühen gilt vor allem dem Kampf gegen die Armut und der Verbesserung der medizinischen und schulischen Grundversorgung der Bevölkerung.
Die geringe Zahl von Klerikern führte dazu, dass viele Gemeinden stark von Katecheten geleitet und geprägt werden. Unermüdlicher Einsatz der Laienhelfer führt zu einer lebendigen Kirche, die vor Ort präsent ist und nicht auf einen „Service aus der Ferne“ wartet.

## Zunehmende antikirchliche Aggression
Das katholische Hilfswerk „Kirche in Not“ berichtete 2009 über zunehmende Übergriffe regierungsnaher Gruppen auf katholische Gemeinden. So sei ein Geistlicher zur Unterzeichnung einer Abrissgenehmigung einer Kapelle gezwungen worden und durch deutsche Spendengelder finanzierte Gemeindebauten seien zerstört worden. Boliviens langjähriger Regierungschef Evo Morales wird mit den Worten zitiert, die Kirche sei ein „Feind des Friedens“ und müsse ausgewechselt werden. Der Leiter der Lateinamerika-Abteilung des Hilfswerkes, Javier Legorreta, warnt davor, dass die bolivianische katholische Kirche „eine verfolgte Kirche [...], eine leidende Kirche in großer Not“ werde.

## Liste der Bistümer nach Kirchenprovinz

Karte der Erzbistümer, Bistümer und Apostolischen Vikariate Boliviens

- Erzbistum Cochabamba: Bistum Oruro, Territorialprälatur Aiquile
- Erzbistum La Paz: Bistum Coroico, Bistum El Alto, Territorialprälatur Corocoro
- Erzbistum Santa Cruz de la Sierra: Bistum San Ignacio de Velasco
- Erzbistum Sucre: Bistum Potosí, Bistum Tarija
- Immediat: Militärordinariat, Apostolisches Vikariat Camiri, Apostolisches Vikariat El Beni o Beni, Apostolisches Vikariat Ñuflo de Chávez, Apostolisches Vikariat Pando, Apostolisches Vikariat Reyes

## Einige wichtige Personen der bolivianischen Kirche
- Hl. Nazaria Ignacia March Mesa (1889–1943), Gründerin des Ordens der Misioneras Cruzadas de la Iglesia, am 14. Oktober 2018 durch Papst Franziskus heiliggesprochen.
- Kardinal Julio Terrazas Sandoval CSSR, (1936–2015), Erzbischof von Santa Cruz de la Sierra
- Kardinal Josef Clemens Maurer CSSR, (1900–1990), Erzbischof von Sucre und erster Kardinal von Bolivien
- Kardinal Toribio Ticona Porco (* 1937), erster indigener Kardinal des Landes, emeritierter Prälat der Territorialprälatur Corocoro.
- Jorge Manrique Hurtado (1911–1995), Erzbischof von La Paz
- Edmundo Abastoflor Montero (* 1943), Erzbischof von La Paz
- P. Luis Espinal SJ, (1932–1980), Linksintellektueller und Märtyrer der Verfolgungen in der Zeit der Militärdiktaturen
- Bonifaz Madersbacher OFM, (1919–2007), Missionsbischof im Bistum San Ignacio de Velasco

## Verzeichnis der Nuntien seit 1925
Diplomatische Beziehungen zwischen dem Heiligen Stuhl und Bolivien bestehen seit Mitte des 19. Jahrhunderts. Die Nuntiatur befindet sich in La Paz.
- Gaetano Cicognani, 1925–1928
- Carlo Chiarlo, 1928–1932
- Luigi Centoz, 1932–1936
- Federico Lunardi, 1936–1938
- Egidio Lari, 1939–1945
- Giuseppe Burzio, 1946–1950
- Sergio Pignedoli, 1950–1954
- Umberto Mozzoni, 1954–1959
- Carmine Rocco, 1959–1967
- Giovanni Gravelli, 1967–1973
- Giuseppe Laigueglia, 1973–1979
- Santos Abril y Castelló, 1985–1989
- Giovanni Tonucci, 1989–1996
- Rino Passigato, 1996–1999
- Józef Wesołowski, 1999–2002
- Ivo Scapolo, 2002–2008
- Luciano Suriani, 2008
- Giambattista Diquattro, 2008–2017
- Angelo Accattino, 2017–2023
- Fermín Emilio Sosa Rodríguez, seit 2023